# Jan-Lars Gaubatz
Jan-Lars Gaubatz (* 11. Juli 1989 in Mainz) ist ein deutscher Handballspieler. Der Linkshänder spielt sowohl auf Rückraum rechts als auch auf Rechtsaußen. Mittlerweile auch auf Rückraum Mitte.

## Werdegang
Mit dem Handballspielen begann Gaubatz beim TV Alzey. Noch als Jugendspieler wechselte er zum VfL Gummersbach, dessen Handball-Akademie er durchlief. 2008 wurde er vom damaligen Zweitligisten TSG Friesenheim verpflichtet. Mit der TSG stieg er zur Saison 2010/11 in die 1. Liga auf. Zum 1. Juli 2011 verpflichtete der VfL Gummersbach Gaubatz erneut. Der Student (Sport und Geographie) bekam einen Dreijahresvertrag.
Ab der Rückrunde 2014/15 lief er für die Zweitligamannschaft ASV Hamm-Westfalen auf. Im Sommer 2016 wechselte er zum VfL Eintracht Hagen.